# Festival de Jazz de Alexander City
El Festival de Jazz de Alex City es un festival anual de jazz creado en 1991, que se lleva a cabo al aire libre en Alexander City, Alabama, Estados Unidos. Su entrada es gratuita. 

## Historia
El festival se lleva a cabo desde 1991, durante dos días, viernes y sábado, del mes de junio. Los conciertos del viernes tienen lugar en Strand Park en el centro de Alexander City. Las actividades del sábado se llevan a cabo en un anfiteatro en el Lago Martin.
Desde su fundación, el festival ha acogido actuaciones de grandes figuras del jazz y el blues como Marcia Ball, Dr. John, Bela Fleck and the Flecktones, Sonny Landreth, Roy Rogers, George Porter, The Fabulous Thunderbirds, Duke Robillard, Boozoo Chavis o Marva Wright junto a bandas y artistas locales. En 2004 contó con las actuaciones de Dickey Betts, Los Lonely Boys, Taj Mahal, Shemekia Copeland y Tom Wolfe. Consolidado ya como uno de los grandes eventos musicales del Estado de Alabama, continuó en la década de 2010 contando con actuaciones de artistas como Robert Randolph, Susan Tedeschi, Robin Hill, Zac Brown, Joe Bonamassa, Jon Cleary & The Absolute Monster Gentlemen o la The Derek Trucks Band.